# Prosiaczek Cienki
Prosiaczek Cienki (ang. Slim Pig) – amerykańsko-kanadyjsko-irlandzki serial animowany, którego twórcą jest Jordi Amorós. Jest on rebootem nieemitowanego w Polsce serialu animowanego pod tym samym tytułem. Serial w Polsce miał swoją premierę 31 marca 2008 roku na kanale JimJam. Był również emitowany na Polsat JimJam.

## Fabuła
Serial przeznaczony dla dzieci w wieku przedszkolnym opowiada o przygodach różowego prosiaczka imieniem Cienki, który z wyglądu przypomina kartkę papieru. Nasz bohater jest ciekawy świata i po opuszczeniu chlewika zawsze przeżywa wiele niesamowitych przygód. Cienki jest pomysłowy i w przypadku problemów zamienia się np. w wiadro. Dzięki wrodzonemu sprytowi i inteligencji udaje mu się z każdej wyprawy wrócić do swojego domu.

## Bohaterowie
- Cienki – tytułowy bohater kreskówki. Zaprzyjaźnia się z innymi zwierzętami mieszkającymi na farmie.
- Rodzeństwo Cienkiego – są to siostra i czterech braci. Mówią chórem.
- Świnia – matka szóstki prosiąt, wśród których jest Cienki.
- Myszka – przyjaciółka Cienkiego.
- Pies – przyjaciel Cienkiego.
- Mała kurka – małomówna przyjaciółka Cienkiego.
- Kogut – przyjaciel Cienkiego. Sygnalizuje w każdym odcinku pobudkę i czas na sen.
- Koń – przyjaciel Cienkiego.

## Spis odcinków
| №              | Tytuł polski               | Tytuł angielski              |
| -------------- | -------------------------- | ---------------------------- |
| SERIA PIERWSZA |                            |                              |
| 01             | Nowa koleżanka Cienkiego   | Slim’s New Friend            |
| 02             | Głupiutka gąska            | Silly Goose                  |
| 03             | Gacek                      | A Bit Batty                  |
| 04             | Przygody świnek            | Piggie’s Day Out             |
| 05             | Lód                        | A Cold Snap                  |
| 06             | Ciekawska krowa            | Currious Cow                 |
| 07             | Mrówki                     | Ants                         |
| 08             | Dziura                     | Hole in One                  |
| 09             | Kwaczki                    | Quackers                     |
| 10             | Skarpeta                   | Sock                         |
| 11             | Czterolistna koniczynka    | Lucky Clover                 |
| 12             | Jabłka                     | Apples                       |
| 13             | Kłopoty z sianem           | Haywire                      |
| 14             | Psi pokaz                  | Dog Show                     |
| 15             | Wielkie Zamiatanie         | The Big Sweep                |
| 16             | Śliczna jak z obrazka      | Pretty As A Picture          |
| 17             | Deszcz                     | Rain                         |
| 18             | Skarb                      | Treasure                     |
| 19             | Przedstawienie w zagrodzie | Travelling Big Barnyard Show |
| 20             | Aport                      | Sticky Situation             |
| 21             | Rozlane mleko              | Spilled Milk                 |
| 22             | Prezent dla mamy           | Present Time                 |
| 23             | Tort                       | Cake A Bake                  |
| 24             | Przygody z cieniem         | All In Vane                  |
| 25             | Kłopoty z pamięcią         | Scratch ‘n’ Sniff            |
| 26             | Niestraszny strach         | Unscary Scarecrow            |